# Hans Ledwinka
Hans Ledwinka (né le 14 février 1878 à Klosterneuburg et mort le 2 mars 1967 à Munich) est un créateur d'automobiles tchèque-autrichien.

## Jeunesse

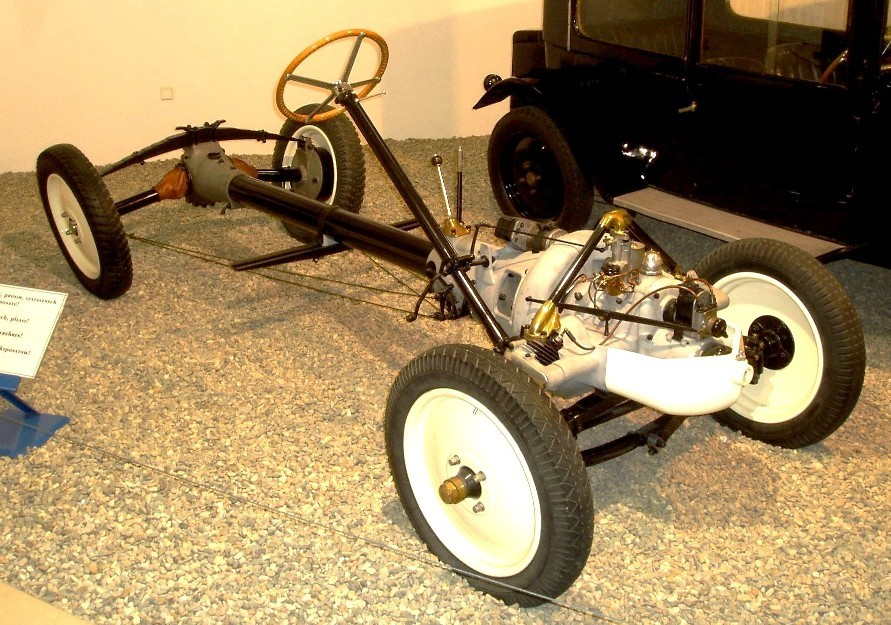
Châssis en épine dorsale, développé par Hans Ledwinka en 1923 pour Tatra. La société utilise ce concept modernisé à ce jour.

Hans Ledwinka est né à Klosterneuburg (Basse-Autriche), près de Vienne, alors dans l'Empire austro-hongrois.
Il a commencé sa carrière comme simple mécanicien, et plus tard a étudié à Vienne. En tant que jeune homme, il a travaillé pour Nesselsdorfer-Wagenbau à Nesselsdorf, la compagnie qui deviendra connue comme Tatra en Moravie. Il a d'abord été employé dans la construction de wagons de chemin de fer, et ensuite impliqué dans la production des premières voitures produites par cette société. Il a conçu la 5,3 litres à six cylindres de Type U. En 1917, en pleine Première Guerre mondiale, il quitte l'entreprise pour rejoindre Steyr.

## Designer en chef chez Tatra
Hans Ledwinka revint à la société Tatra (à l'origine Nesselsdorfer-Wagenbau) à Kopřivnice (Nesselsdorf), alors en Tchécoslovaquie, aujourd'hui en République tchèque, et entre 1921 et 1937 il est l'ingénieur-chef de la conception. Il a inventé le châssis tubulaire central (appelé "châssis en épine dorsale") avec des essieux pendulaires, une suspension entièrement indépendante et un moteur à plat à refroidissement à l'air monté à l'arrière. Un autre de ses principaux apports à la conception automobile a été le développement de la rationalisation de la carrosserie. Sous sa direction, Tatra mit sur le marché les premières voitures simplifiées à être produites en masse. Avec son fils Erich, qui était devenu designer en chef chez Tatra, Ledwinka et Erich Übelacker, un ingénieur allemand employé par Tatra, ils conçurent la rationalisation des modèles Tatra T77, T77a, T87, et T97. Tous ces modèles étaient équipés de moteurs montés à l'arrière et refroidis à l'air, pour affronter les conditions climatiques extrêmes rencontrées dans les climats continentaux.

## La controverse Volkswagen
Adolf Hitler et Ferdinand Porsche furent influencés par les Tatra. Hitler était un fervent passionné de l'automobile, et avait roulé en Tatra lors de ses visites en Tchécoslovaquie. Il avait également dîné plusieurs fois avec Hans Ledwinka. Après l'un de ces dîners, Hitler fit remarquer à Porsche: "C'est la voiture de mes routes". alors que le livre La Guerre des Voitures, cite Hitler disant que « c'était le genre de voiture que je veux pour mes autoroutes ». En tout cas, de Ledwinka, Porsche admit "eh bien, parfois, j'ai regardé par-dessus son épaule et, parfois, il regarda au-dessus de la mienne" lors de la conception de la Volkswagen Type 1. Il ne fait aucun doute que le Type 1 portait une ressemblance frappante avec la Tatra. Tatra a lancé une action en justice, qui fut arrêtée lorsque l'Allemagne envahit la Tchécoslovaquie. Au même moment, Tatra fut contraint d'arrêter la production de la T97. La question a été rouverte après la Seconde Guerre mondiale et en 1965, Volkswagen paya à Ringhoffer-Tatra 1 000 000 Deutsche Marks dans un règlement hors cour. La première Volkswagen, produite deux ans après le prototype Tatra V570, lui ressemble en effet étrangement.

## Dernières années
Après la Seconde Guerre mondiale, Ledwinka a été accusé de collaboration avec les forces d'occupation allemandes et emprisonné pour cinq ans en Tchécoslovaquie. Après sa libération, en 1951, il a refusé de travailler pour Tatra, et s'est retiré à Munich, en Allemagne, où il est mort en 1967.

## L'héritage
En 2007, Hans Ledwinka a été intronisé au European Automotive Hall of Fame.
Le fils de Hans Ledwinka, Erich, est également un concepteur de voiture. Il a conçu l'unique Haflinger pour Steyr-Daimler-Puch ag, ainsi que les plus grandes Véhicule Tout-Terrain Pinzgauer à grande Mobilité. Tous deux utilisent le châssis tubulaire en épine dorsale à essieux flottants.